# Jordy Wehrmann
Jordy Wehrmann (L'Aia, 25 marzo 1999) è un calciatore olandese, centrocampista del Madura Utd.

## Carriera

### Club
Cresciuto nel settore giovanile del Feyenoord, il 20 agosto 2019 viene ceduto in prestito al Dordrecht fino al termine della stagione. Debutta fra i professionisti il 13 settembre in occasione dell'incontro di Eerste Divisie pareggiato 1-1 contro il Volendam ed il 18 ottobre trova la sua prima rete nel match perso 2-1 contro l'Helmond Sport. Terminato il prestito viene confermato dal Feyenoord in vista della stagione 2020-2021, ed il 25 ottobre esordisce in Eredivisie giocando i dieci minuti finali della trasferta pareggiata 2-2 contro l'RKC Waalwijk.

### Nazionale
Ha giocato nelle nazionali giovanili olandesi Under-16, Under-17, Under-19 ed Under-20.

## Statistiche

### Presenze e reti nei club
Statistiche aggiornate al 25 maggio 2021.
| Stagione         | Squadra          | Campionato       | Campionato | Campionato | Coppe nazionali | Coppe nazionali | Coppe nazionali | Coppe continentali | Coppe continentali | Coppe continentali | Altre coppe | Altre coppe | Altre coppe | Totale | Totale | Totale |
| Stagione         | Squadra          | Comp             | Pres       | Reti       | Comp            | Pres            | Reti            | Comp               | Pres               | Reti               | Comp        | Pres        | Reti        | Pres   | Reti   |        |
| ---------------- | ---------------- | ---------------- | ---------- | ---------- | --------------- | --------------- | --------------- | ------------------ | ------------------ | ------------------ | ----------- | ----------- | ----------- | ------ | ------ | ------ |
| 2018-2019        | Feyenoord        | E                | 0          | 0          | CO              | 0               | 0               | UEL                | 0                  | 0                  | -           | -           | -           | 0      | 0      |        |
| 2019-2020        | Dordrecht        | ED               | 22         | 1          | CO              | 2               | 0               | -                  | -                  | -                  | -           | -           | -           | 24     | 1      |        |
| 2020-gen. 2021   | Feyenoord        | E                | 7          | 0          | CO              | 1               | 0               | UEL                | 1                  | 0                  | -           | -           | -           | 9      | 0      |        |
| Totale Feyenoord | Totale Feyenoord | Totale Feyenoord | 7          | 0          |                 | 1               | 0               |                    | 1                  | 0                  |             | -           | -           | 9      | 0      |        |
| gen.-giu. 2021   | Lucerna          | SL               | 19         | 0          | CS              | 4               | 1               | -                  | -                  | -                  | -           | -           | -           | 23     | 1      |        |
| Totale carriera  | Totale carriera  | Totale carriera  | 48         | 1          |                 | 7               | 1               |                    | 1                  | 0                  |             | -           | -           | 56     | 2      |        |

## Palmarès

### Club

#### Competizioni nazionali
- Coppa Svizzera: 1

Lucerna: 2020-2021